# FC Lori Wanadsor
Der FC Lori (armenisch Լոռի Ֆուտբոլային Ակումբ, Lori Futbolayin Akumb, englisch Lori FC) ist ein armenischer Fußballverein aus Wanadsor in der Provinz Lori. Der Club stieg während der laufenden Saison 2020/21 aus dem laufenden Spielbetrieb aus, um sich mehr auf die Ausbildung in der Akademie zu fokussieren.

## Geschichte
Der FC Lori wurde 1936 gegründet. Nachdem der Club 2002 aus dem Profifußball ausstieg, wurde am 2. März 2017 von Tovmas Grigoryan, einem einheimischen Unternehmer aus Wanasdor, der Wiedereinstieg in die Profi-Liga bekanntgegeben. Der Club spielte bis zur Saison 2020/2021 in der höchsten armenischen Liga, der Armenian Premier League und stieg während der Saison aus.

## Erfolge
In der Saison 2017/18 wurde der Verein Meister der Aradschin chumb, der zweithöchsten Spielklasse des armenischen Fußballs.

## Saisons
| Saisons | Div. | Līga              | Platz                                  |       |
| ------- | ---- | ----------------- | -------------------------------------- | ----- |
| 2017/18 | 2.   | Aradschin chumb   | 1.                                     | [ 2 ] |
| 2018/19 | 1.   | Bardsragujn chumb | 5.                                     | [ 3 ] |
| 2019/20 | 1.   | Bardsragujn chumb | 5.                                     | [ 4 ] |
| 2020/21 | 1.   | Bardsragujn chumb | Ausscheiden nach freiwilligem Ausstieg | [ 5 ] |

## Stadion
Die Heimspiele trägt der Verein im Wanadsor-Stadion aus.